# 小行星55555
小行星55555（55555 DNA）是一颗绕太阳运转的小行星，为主小行星带小行星。该小行星于2001年12月发现。
該小行星以去氧核醣核酸（DNA）命名。

## 轨道参数
小行星55555的轨道半长轴为2.5627202 AU，离心率为0.132。